# Церква Всіх Святих Українського Народу (Львів)
Це́рква Всіх Святи́х Украї́нського Наро́ду — церква Львова, що розташована на вулиці Петлюри, 32. Належить Львівській Архиєпархії УГКЦ. Приклад модерністської сакральної архітектури. Одна із найбільших церков міста.

## Спорудження
Церемонія заклади першого символічного каменю відбулась влітку 1993 року. Будівництво, за проектом Лариси Скорик, розпочалось у 1996. Після завершення робіт із заклади фундаментів, у 1998 році, почалось спорудження стін, а у 2004 монтаж куполів. Перша Літургія, яку очолив єпископ Степан Меньок, була відправлена 9 липня 2006 року на свято Всіх Святих Українського Народу. Наприкінці 2009 — початку 2010 року, було розпочато роботи із встановлення іконостасу. З червня по липень 2011 року відбулися роботи пов'язані зі встановленням вентиляційної та протипожежної систем. Протягом цього часу створюється проект мозаїк вівтарної частини. В червні завершилось оздоблення фасаду храму з південно-східного боку. Тоді ж, відбувались роботи із встановлення огорожі з боку вулиць Петлюри та Кульчицької. Протягом серпня проведено ізоляційно-дренажні роботи південної частини фундаменту. В листопаді 2011 року розпочалась будова нових класів та влаштування хорів. З червня 2012 по липень 2013 років проводяться оздоблювальні роботи у святилищі, зокрема викладання мозаїк та написання фресок. З грудня 2014 року відбуваються будівельно-оздоблювальні роботи над розписом центрального купола.

## Архітектура
Споруда має ступінчату, пірамідальну композицію, котра замикається головним куполом, розташованим на масивній брилі середохрестя. Характерною особливістю церкви є велика кількість куполів, яких разом із центральним є 14. Таке вирішення пов'язане із присвятою храму. Множина куполів візуально формує образ собору всіх українських святих, поєднаних із Христом, якого символізує центральний купол, розташований на найвищому та наймонументальнішому, центральному прямокутнику, який формує головну композиційну вісь храму.
Архітектоніка споруди сформована із чистих, монументальних об'ємів, котрі, за допомогою динамічного розташування купольних та підкупольних просторів, творять харизматичну форму. За багатьма ознаками, вирішення храму знаходиться у образному зв'язку із побудованою раніше, за проектом Радослава Жука, церквою Різдва Пресвятої Богородиці на Сихові, однак, має більш явні ознаки української традиції сакральної архітектури. Зокрема, це виражено у компоновці куполів, що мають «+»-подібне, а не «х»-подібне розташування, як у церкві на Сихові, а також, зально-центричний внутрішній простір простір. Крім того, субпідрядність композиції куполів, може сприйматись як ремінісценція храмів княжої доби.

## Оздоблення
Іконостас храму виконаний випускниками кафедри сакрального мистецтва та художнього текстилю Львівської академії мистецтв Андрієм Сиваком, Андрієм Кириченком та Мирослава Півтораносом. За основу розпису іконостасу, вони обрали візантійсько-українську манеру іконописання, що дозволяє максимально враховувати канонічні та традиційні моменти давньоукраїнської сакрально-живописної традиції. При розписах використовували високоякісну голандську гуаш. Фарба розводилась яєчною емульсією, до якої додавалось пиво і сухі пігменти, що скріплюють її структуру. Також майстрами використовувались суха порошкоподібна крейда італійського виробництва та сусальне золото з Німеччини. Не дивлячись на стилістичну суперечність із архітектурою споруди, був обраний більш класичний варіант іконостасу. Він складається з шести ярусів. Серед них: цокольний (старозавітні і маловідомі сцени з життя святих), намісний (основні ікони: Ісус, Богородиця, та храмові — Всіх Святих Українського Народу), празничний (ікони з сюжетами дванадцяти головних церковних свят календарного року), апостольський (ікони апостолів з Деісусом в центрі), пророчий (ікони пророків), страсті (страсті Христові і розп'яття).
Кілька намісних ікон з іконостасу належать руці відомого майстра-іконописця Романа Василика, — професора, викладача кафедри сакрального мистецтва Львівської академії мистецтв. Зокрема, це храмова ікона Всіх святих українського народу, що в намісному ярусі іконостасу. Автор зазначає, що обрав стиль «неовізантика», як вираження глибини традиції, а ікона завжди залишається поза часом. Вона вічна у своєму сакральному контексті.

## Адміністратори
- о. Олег Сухінський (1993—2004)
- о. Володимир Ольшанецький (з 2004)

## Світлини

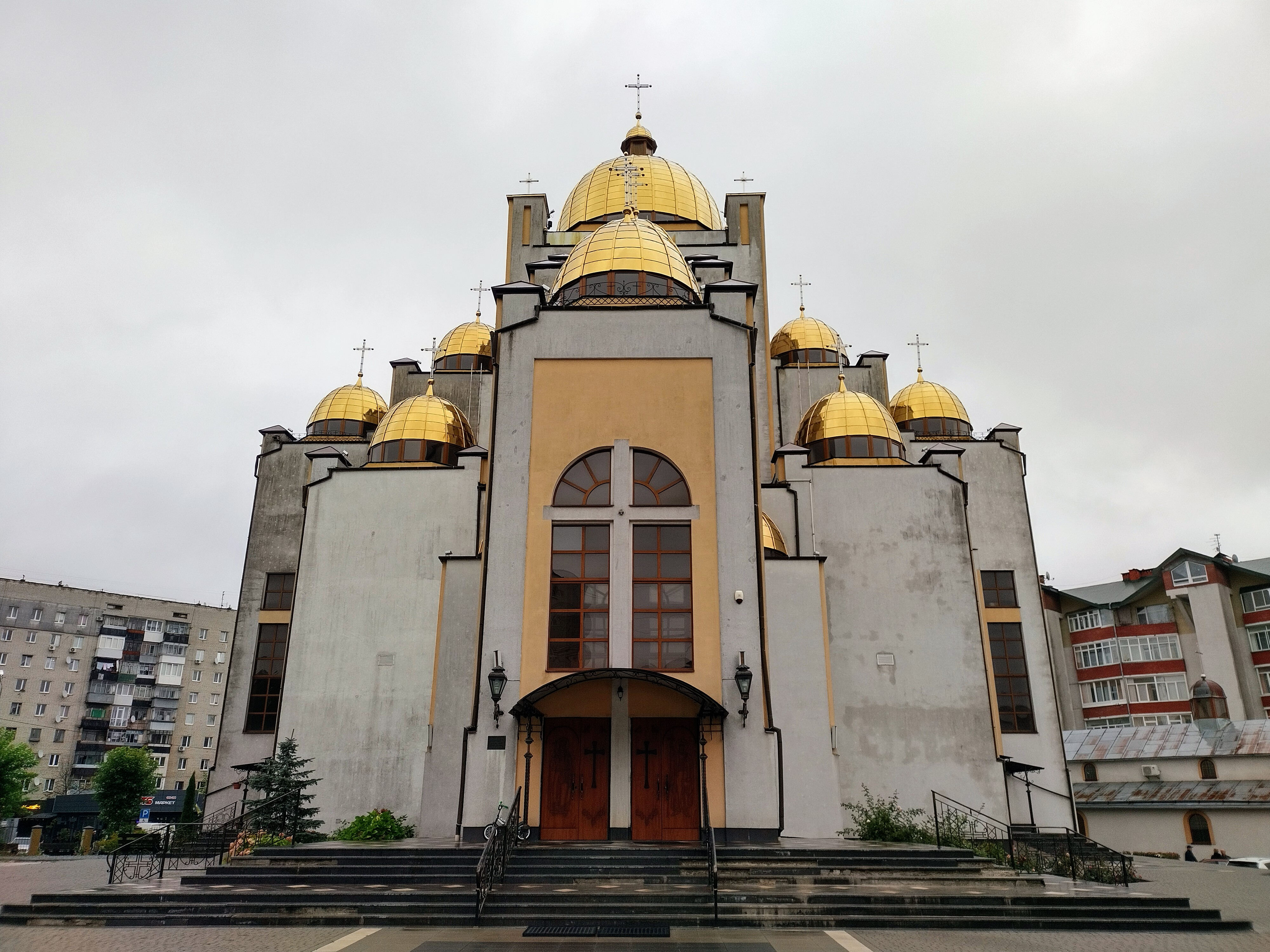
Портал і фасад
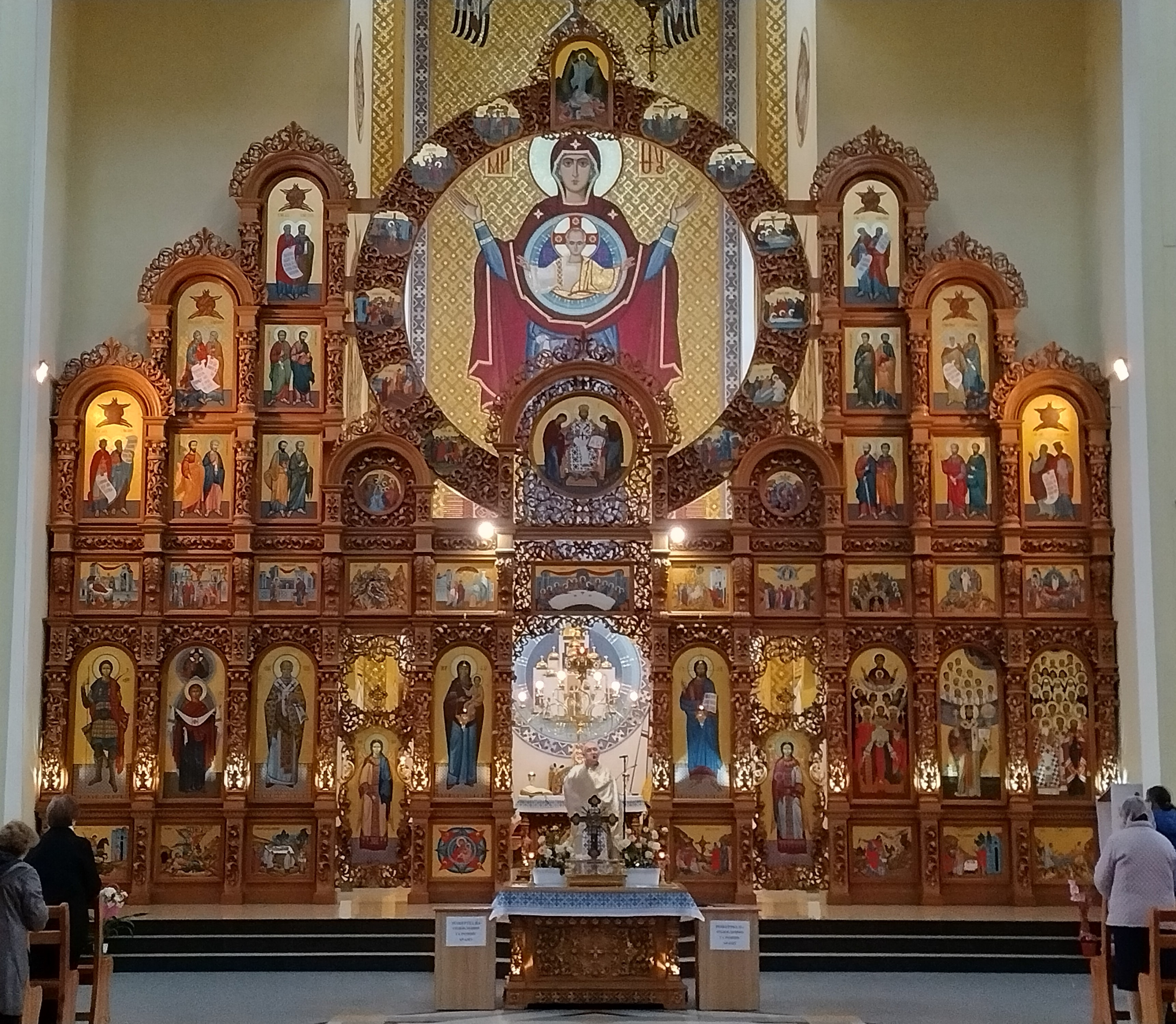
Головний вівтар під час богослужіння
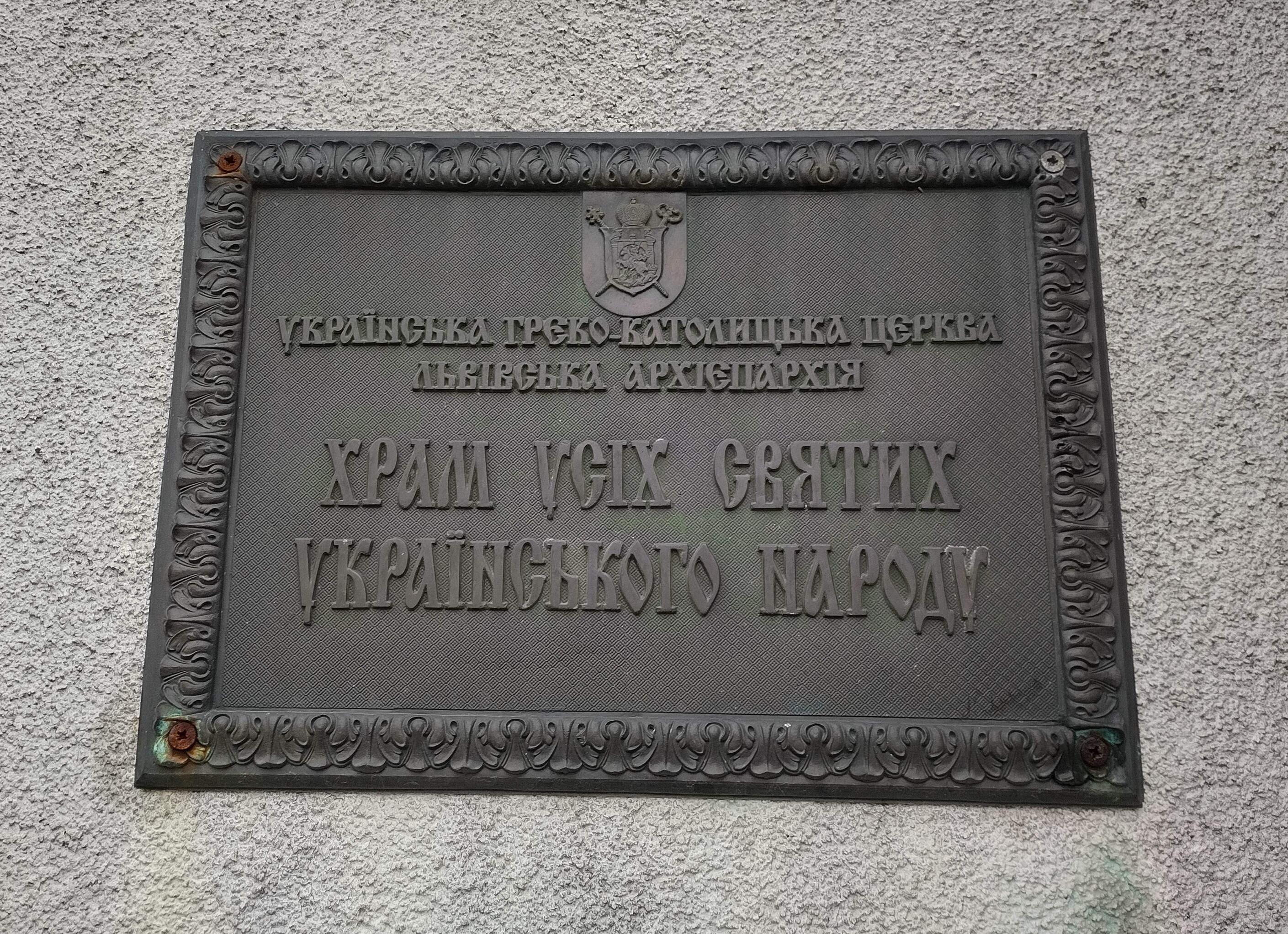
Інформаційна табличка